# Bernardo I della marca del Nord
Bernardo (... – 1051) fu margravio della Nordmark dal 1009 alla morte.

## Biografia
Era il figlio di Teodorico di Haldensleben e un rivale dei conti di Walbeck, di cui uno dei quali, Guarniero/Werner, fu deposto, e venne investito a Pöhlde della marca in precedenza detenuta dal padre: Guarniero/Werner infatti aveva ucciso Dedi I, cognato di Bernardo (aveva sposato la sorella Tiedburga), dopo aver infamato Guarniero/Werner. Alla morte di questo, egli chiese a Ottone III di ricevere l'isola di Parey sull'Elba (a ovest di Genthin), in precedenza detenuta dal rivale, ma questo venne contrastato da Wichmann III con l'appoggio della popolazione, tanto che essi pensarono che l'imperatore stava commettendo un peccato.
Nel 1016–1017, Bernardo entrò in conflitto con Gero, arcivescovo di Magdeburgo e conseguentemente contro l'imperatore Enrico II, per il controllo della chiesa di Magdeburgo. L'imperatore intervenne e costrinse Bernardo a dare a Gero con 500 libbre d'argento in risarcimento per l'assalto che i suoi uomini compirono sulla città di Magdeburgo. Bernardo fu trattato come un eguale dal suo signore, il duca di Sassonia, e Bernardo II, in una lettera del 1028 destinata all'imperatore Corrado II riguardo ad una questione legata agli schiavi della chiesa di Verden, chiesa situata nella provincia in cui «noi [Corrado] ci siamo impegnati a governare [ai Bernardi]».

## Famiglia e figli
Bernardo sposò una figlia di Vladimir il Grande, Gran Principe di Kiev. Essi ebbero:
- Guglielmo della marca del Nord, successore di Bernardo come margravio della Nordmark[8];
- Corrado, successe al padre a Haldensleben;
- Theutberga;
- Oda;
- Othelindis (non certo), che sposò Teodorico III d'Olanda.

Da un'amante slava ebbe:
- Ottone della marca del Nord, tentò di succedere al fratellastro, ma fu sconfitto e ucciso in battaglia.